# آبشار اسلایدینگ
آبشار اسلایدینگ (به انگلیسی: Sliding Rock) آبشاری است که در جنگل ملی پیزگاه، کارولینای شمالی، ایالات متحده آمریکا واقع شده و ارتفاع کلی ریزشگاه آن ۶۰ فوت (۱۸٫۳ متر) است.